# Ajedrez marsellés
El Ajedrez marsellés es una de las distintas variantes del ajedrez en la que cada jugador mueve dos o tres veces por turno. Sus reglas fueron publicadas por primera vez en un periódico local de Marsella en el le Soleil en 1925 y de ahí viene su nombre. Esta variante del ajedrez fue muy popular a finales de la década de 1930, jugándolo grandes maestros de la época como Alekhine, Réti, Znosko-Borovsky. Sin embargo , en la actualidad es muy poco común.

## Reglas

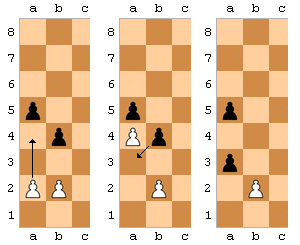
Diagrama de ejemplo de la captura de peón "al paso"

Un jugador puede mover una pieza dos veces o mover dos piezas diferentes en su turno. El enroque se considera como un único movimiento.
Cuando un jugador da jaque en su primer movimiento, pierde la posibilidad del segundo movimiento de ese turno. Si un jugador está en jaque debe salir de él en el primer movimiento de su turno, si no es posible salir del jaque en el primer movimiento entonces lo podrá hacer en el segundo.
La captura al paso se puede realizar incluso si el oponente movió el correspondiente peón en el primer movimiento de su turno previo. Sin embargo, la captura al paso debe realizarse en el primer movimiento del turno. Cuando dos peones pueden ser capturados al paso después de que el contrario mueva, ambos pueden realizarse en los dos movimientos del turno.
Para evitar demasiada ventaja para las blancas, normalmente se juega una versión equilibrada del juego. En la versión equilibrada, las blancas solo realizan un movimiento en el primer turno. Los movimientos se realizan en el siguiente orden: blancas, negras, negras, blancas, blancas, negras, negras, ... Esta regla fue introducida en 1963 por Robert Bruce y desde entonces tuvo una gran aceptación.